# Sachsen
 Denne artikel omhandler den nuværende delstat Sachsen i Tyskland. For andre betydninger af Sachsen, se Sachsen (flertydig). (Se også artikler, som begynder med Sachsen)
Sachsen (Freistaat Sachsen, Sorbisk Swobodny stat Sakska) er en tysk delstat nord for Bøhmen (den tjekkiske republik) og ellers grænsende til Polen, Bayern, Thüringen, Sachsen-Anhalt og Brandenburg. Den er på 18.400 km² og har 4.042.422 indbyggere (31. december 2024), hvilket gør den til Tysklands 10. største delstat efter areal, og den 7. største målt efter befolkningstal. Indtil 1918 var Sachsen et kongerige under det tyske kejserrige. Efter 2. verdenskrig blev Sachsen i 1952 opløst som tysk delstat, men ved den tyske genforening i 1990 blev delstaten genoprettet. Hovedstaden er Dresden.
Ministerpræsident er Michael Kretschmer (CDU), der efterfulgte sin partifælle Stanislaw Tillich i 2017.

## Historie

### Forhistorie
Sachsen har nogle af de største af centraleuropæiske monumentale oldtidstempler, som stammer fra det 5. årtusinde f.Kr. Vigtige arkæologiske fund ligger i Dresden og byen Aythra ved Leipzig.

### Grundlæggelsen af den første saksiske stat
Hertugdømmet Sachsen opstod omkring år 700 i dagens Niedersachsen og Nordrhein-Westfalen. I det 10. århundrede var hertugerne af Sachsen samtidigt romerske konger og kejsere (ottonerne eller det saksiske dynasti). På denne tid modtog en saksisk adelsslægt, Billungerne, omfattende len i Sachsen, og kejseren gav dem senere titlen hertug af Sachsen. Efter slægtens uddøelse på sværdsiden faldt hertugdømmet til Lothar af Supplinburg, som også blev kejser  en kort tid.
I 1137 kom Sachsen under det welfiske dynasti. Welferne nedstammede både fra Wulfhild Billung, datter af den sidste Billung-hertug, og fra Lothar af Supplinburgs datter. Hertugdømmet nåede sin storhedstid under hertug Henrik Løve, men efter hans død blev det svækket. Henrik Løve havde nægtet at deltage i sin lensherrers (Frederik Barbarossa) italienske krige. Kejseren hævnede sig og sendte sine tropper for at afsætte Henrik. I 1180 blev store dele af hertugdømmet vest for Weser afstået til fyrstebiskoppen af Köln, men nogen centrale områder mellem Weser og Elbe forblev under welferne og blev senere til hertugdømmet Braunschweig-Lüneburg (det senere kongerige Hannover). De tilbageblevne østlige lande og titlen hertug af Sachsen, kom under det askaniske dynasti (som nedstammede fra Eilika Billung, Wulfhilds yngre søster) og blev delt i 1260 i de to små stater Sachsen-Lauenburg og Sachsen-Wittenberg. Sachsen-Lauenburg blev senere omdøbt til Lauenburg. Hertugen af Sachsen-Wittenberg blev anerkendt af kejseren i 1300-tallet som arving til titlen som hertug af sakserne.

### Grundlæggelsen af den anden saksiske stat
Sachsen-Wittenberg, som ligger i dagens Sachsen-Anhalt, kom under markgrevskabet Meissen og blev styret af huset Wettin fra 1423. En ny mægtig stat blev etableret, og omfattede store dele af dagens Sachsen, Thüringen og Sachsen-Anhalt. Selv om denne stats center lå langt sydøst for det tidligere Sachsen, blev den refereret til som Øvre Sachsen og senere simpelthen Sachsen. De tidligere saksiske territorier blev kaldt Nedersachsen.
I 1485 blev Sachsen delt da en yngre linje af Wettin-prinserne modtog landområder hovedsagelig i dagens Thüringen og grundlagde en række små stater. En af disse linjer af Wettin-familien kom senere i besiddelse af den britiske trone. Den genværende saksiske stat derimod styrkede sin magt betraktelig.
I 1517 indledte Martin Luther reformationen i Wittenberg, som da lå på sachsisk territorium. Mellem 1648 og 1650 var enkelte dele af Sachsen okkuperet af Sverige. Fra 1709 til 1710 boede den svenske kong Karl 12. i Altranstädt lige ved Leipzig.
I 1700-tallet kom hertugen af Sachsen for en tid i besiddelse af Polens krone, og Sachsen og Polen var dermed i personalunion. Fra denne tid var Sachsen kendt for sit fremragende kulturliv. Alligevel var Sachsen underlegen både Preussen og Østrig, som pressede hertugdømmet fra hver sin side.

### Sachsen i det 19. og 20. århundrede
Da det tysk-romerske rige blev opløst i 1806 blev Sachsen et kongerige, og kurfyrst Frederik August 3. blev kong Frederik August 1. Kongen gjorde den fejl at forblive loyal mod Napoleon for længe, og blev taget til fange og hans landområder beslaglagt af de allierede (Preussen, England, Rusland m.v.) i 1813. Meningen var at Preussen skulle annektere Sachsen, men på grund af modstand fra Østrig, Frankrig og Storbritannien blev Frederik August genindsat på tronen ved Wienerkongressen, men Sachsen måtte afstå den nordlige del af kongeriget til Preussen. Disse områder blev til den preussiske provins Sachsen (dagens Sachsen-Anhalt). Det genstående kongeriges grænser er hovedsagelig de samme som i dag.
I det 19. århundrede var Sachsen en af de regioner som oplevede en hurtig industrialisering. Sachsen havde en lang tradition indenfor arbejderbevægelsen, og det socialdemokratiske parti SPDs forgænger ADAV blev grundlagt i Leipzig. Under revolutionerne i 1848-49 var Sachsen et vigtig revolutionært center, og anarkister som Mikhail Bakunin og demokrater som Richard Wagner og Gottfried Semper deltog i maj-oprøret i Dresden i 1849.
Sachsen sluttede sig til det tyske kejserrige som blev dannet i 1871. I 1918 måtte Wettin-familien abdicere og Sachsen blev republik under navnet Fristaten Sachsen. Sachsen blev okkuperet af Sovjetunionens militære styrker ved den anden verdenskrigs slutning, og inkorporeret i den sovjetiske klientstat DDR. Sachsen som delstat blev opløst af okkupanterne i 1952 og inddelt i tre distrikter. I 1989 begyndte den demokratiske revolution mod DDR-regimet i Leipzig med Montagsdemonstrationen (mandagsdemonstrationer). I 1990 blev Sachsen genoprettet som delstat (efter oprettelsen i 1947 og nedlæggelsen i 1952). I tillæg til det tidligere territorium blev enkelte schlesiske områder omkring byen Görlitz som havde tilhørt Preussen indlemmet i Sachsen.

## Mest folkerige kommuner
| Kommune                     | Kreis                                       | Indbyggertal 31. december 2000 | Indbyggertal 31. december 2006 (*) | forskydning i procent |
| --------------------------- | ------------------------------------------- | ------------------------------ | ---------------------------------- | --------------------- |
| Leipzig                     | kreisfri                                    | 493.208                        | 506.260                            | +2,6                  |
| Dresden                     | kreisfri                                    | 477.807                        | 504.635                            | +5,6                  |
| Chemnitz                    | kreisfri                                    | 259.246                        | 245.739                            | −5,2                  |
| Zwickau                     | Landkreis Zwickau                           | 103.008                        | 96.878                             | −6,0                  |
| Plauen                      | Vogtlandkreis                               | 71.543                         | 68.317                             | −4,5                  |
| Görlitz (Zhorjelc)          | Landkreis Görlitz (Wokrjes Zhorjelc)        | 61.599                         | 57.201                             | −7,1                  |
| Freiberg                    | Landkreis Mittelsachsen                     | 45.428                         | 42.772                             | −5,8                  |
| Bautzen (Budyšin)           | Landkreis Bautzen (Wokrjes Budyšin)         | 43.353                         | 41.766                             | −3,7                  |
| Hoyerswerda (Wojerecy)      | Landkreis Bautzen (Wokrjes Budyšin)         | 50.203                         | 41.515                             | −17,3                 |
| Pirna                       | Landkreis Sächsische Schweiz- Osterzgebirge | 42.108                         | 39.748                             | −5,6                  |
| Freital                     | Landkreis Sächsische Schweiz- Osterzgebirge | 40.129                         | 39.059                             | −2,7                  |
| Riesa                       | Landkreis Meißen                            | 39.367                         | 36.145                             | −8,2                  |
| Radebeul                    | Landkreis Meißen                            | 32.246                         | 33.205                             | +3,0                  |
| Meißen                      | Landkreis Meißen                            | 29.398                         | 28.091                             | −4,4                  |
| Delitzsch¹                  | Landkreis Nordsachsen                       | 26.331                         | 27.448                             | +4,2                  |
| Limbach-Oberfrohna          | Landkreis Zwickau                           | 27.552                         | 26.591                             | −3,5                  |
| Glauchau                    | Landkreis Zwickau                           | 27.285                         | 25.744                             | −5,6                  |
| Zittau (Žitawa)             | Landkreis Görlitz (Wokrjes Zhorjelc)        | 27.454                         | 24.892                             | −9,3                  |
| Werdau                      | Landkreis Zwickau                           | 26.077                         | 23.976                             | −8,1                  |
| Markkleeberg                | Landkreis Leipzig                           | 23.157                         | 23.975                             | +3,5                  |
| Annaberg-Buchholz           | Erzgebirgskreis                             | 24.495                         | 22.817                             | −6,9                  |
| Coswig                      | Landkreis Meißen                            | 24.035                         | 22.167                             | −7,8                  |
| Borna²                      | Landkreis Leipzig                           | 20.010                         | 22.128                             | +10,6                 |
| Crimmitschau                | Landkreis Zwickau                           | 23.305                         | 21.996                             | −5,6                  |
| Reichenbach im Vogtland     | Vogtlandkreis                               | 23.469                         | 21.566                             | −8,1                  |
| Weißwasser/O.L. (Běła Woda) | Landkreis Görlitz (Wokrjes Zhorjelc)        | 26.107                         | 20.823                             | −20,2                 |
| Döbeln                      | Landkreis Mittelsachsen                     | 23.128                         | 20.919                             | −9,6                  |
| Auerbach/Vogtl.³            | Vogtlandkreis                               | 20.042                         | 20.881                             | +4,2                  |

¹  Indlemmet fra Döbernitz 1. martz 2004 

²  Indlemmet fra Wyhratal 1. januar 2004 

³  Indlemmet fra 1. januar 2003 

(*)  foreløbige tal

## Administrativ opdeling
Sachsen er opdelt i tre Regierungsbezirke: Dresden, Chemnitz og Leipzig. Disse bestod indtil 2008 af 22 landkreise og 7 kreisfrie kommuner. Dette ændredes dog med Kreisreform Sachsen 2008 der blev gennemført 1. august 2008, hvor de 22 Landkreise blev reduceret til ti og de syv kreisfrie kommuner blev reduceret til tre. Fra 1. januar 2025 er der 418 kommuner i delstaten.
|                                | Landkreis                                   |       | Regierungsbezirk |
| ------------------------------ | ------------------------------------------- | ----- | ---------------- |
|                                | Landkreis Bautzen (Wokrjes Budyšin)         | (BZ)  | Dresden          |
|                                | Erzgebirgskreis                             | (ERZ) | Chemnitz         |
|                                | Landkreis Görlitz (Wokrjes Zhorjelc)        | (GR)  | Dresden          |
|                                | Landkreis Leipzig                           | (L)   | Leipzig          |
|                                | Landkreis Meissen                           | (MEI) | Dresden          |
|                                | Landkreis Mittelsachsen                     | (FG)  | Chemnitz         |
|                                | Landkreis Nordsachsen                       | (TDO) | Leipzig          |
|                                | Landkreis Sächsische Schweiz- Osterzgebirge | (PIR) | Dresden          |
|                                | Vogtlandkreis                               | (V)   | Chemnitz         |
|                                | Landkreis Zwickau                           | (Z)   | Chemnitz         |
| De tre kreisfrie kommuner er : |                                             |       |                  |
|                                | Kreisfrie kommuner                          |       | Regierungsbezirk |
|                                | Chemnitz                                    | (C)   | Chemnitz         |
|                                | Dresden                                     | (DD)  | Dresden          |
|                                | Leipzig                                     | (L)   | Leipzig          |

## Geografi

### Floder
| - Weiße Elster - Pleiße |
| - Elben - Mulde - Freiberger Mulde - Zschopau - Zwickauer Mulde - Chemnitz - Schwarze Elster - Pulsnitz - Schwarzwasser - Klosterwasser - Satkula - Weißeritz - Wiederitz - Wesenitz - Lachsbach - Sebnitz |
| - Spree - Struga - Kleine Spree - Schwarzer Schöps - Weißer Schöps - Löbauer Wasser - Albrechtsbach |
| - Lausitzer Neiße - Mandau |

### Gebirge

#### Erzgebirge
De Fichtelberg er et bjerg midt i Erzgebirge i delstaten Sachsen i det sydøstlige Tyskland nær grænsen til Tjekkiet. Bjerget er 1.215 meter over havet, og er det højeste bjerg i Sachsen og det næsthøjeste i Erzgebirge. Fichtelberg har to toppe og den mindste er 1.206 moh. Fichtelberg var det højeste bjerg i Østtyskland.

## Politik
- 18,9% Venstrepartiet ( medlemmer af delstatsparlamentet (tysk Landtag))
- 12,4% Tysklands Socialdemokratiske parti ( medlemmer)
- 5,7% Forbund 90/De Grønne ( medlemmer)
- 39,4% Tysklands Kristelig-Demokratiske Union ( medlemmer)
- 9,7% Alternativ for Tyskland, AfD ( medlemmer)

## Ekstern henvisning
- Officiel regeringsportal
- Befolkningspyramider til 31.12. 2070

51°01′37″N 13°21′32″Ø / 51.0269°N 13.3589°Ø